# Бицка
Бицка (на албански: Bickë или Bicka) е село в Албания, в община Девол, част от административната област Корча.

## География
Селото е разположено в долината на река Девол, в североизточните склонове на планината Морава.

## История
На Етнографската карта на Битолския вилает на Картографския институт в София от 1901 година Бичичка е чисто албанско мюсюлманско село в Корчанската каза на Корчанския санджак с 10 къщи.
До 2015 година селото е част от община Прогър.